# フィロプチコセラス
フィロプチコセラス（学名：Phylloptychoceras）は、後期白亜紀後期マーストリヒチアン期に世界中の海に生息していた、ディプロモセラス科に属する異常巻きアンモナイトの属。2013年には日本からも産出が確認された。ポリプチコセラス属の子孫にあたるとされ、カンパニアン期 - 前期マーストリヒチアン期ごろより北太平洋域から分布を広げたと考えられている。

## 記載
Forbes(1846)でインド南部のポンディシェリから記載されたプチコセラス属のPtychoceras siphoをタイプ種として、Spath(1953)でフィロプチコセラス属が提唱され、当時プチコセラス属に分類されていたP. zelandicumも同時にフィロプチコセラス属に再分類された。Howarth(1965)でフィロプチコセラス属をポリプチコセラス属の亜属として扱う見解が発表され、両種はポリプチコセラス属に再分類されたが、P. zeladicumがHenderson(1970)で縫合線や肋の差異に基づいて独立属アストレプトセラス属へ再分類されたため、フィロプチコセラス亜属にはタイプ種のみが属する状態が続いた。Jagt et.al. (2006)で独立属と見なせるだけの特徴があるとされ、タイプ種Phylloptychoceras siphoのみを内包する有効な属として独立した。2013年には日本の北海道から新種P. horitaiが記載され、本属は2種を内包する分類群になった。なお、これは日本から発見された同属の最初の記録であった。
Kennedy(1986)ではNeocyrtochilus bryaniがP.shiphoのシノニムとされているが、Jagt et.al (2006)ではN. bryaniは疑問名と考えられている。

## 命名
属名は"Phyllo"（「葉状の」）、"ptycho"（「折り畳まれた」）、"ceras"（「角」）に由来する。「葉状」とは、ここでは隔壁が外殻に接して生じる模様である縫合線の形状を反映している。P. horitaiの種小名は発見者である堀田良幸にちなむ。なお、堀田は同じく北海道で発見されたハドロサウルス科恐竜カムイサウルスの尾椎の第一発見者でもある。

## 特徴
ポリプチコセラスやライオプチコセラスにも似た、棒状のシャフト部分とU字型のターン部分から構成される殻を持つ。本属独自の特徴としては属名の由来にもなった縫合線が挙げられる。殻の成長方向と反対に縫合線が鞍状に突出し、背側谷要素が三叉の深い切れ込みを示しており、全体を見ると葉状に見える。

## 種
P. sipho
後期マーストリヒチアン期に世界各地に分布した種。インドやデンマークなどで産出した化石は保存状態が悪く、さらに幼体の化石断片であったことも手伝い、殻修飾や縫合線の明瞭な観察が困難であった。白亜系の模式地でもあるオランダのマーストリヒトから産出した化石は比較的保存状態が良く、殻修飾や縫合線の観察が行われた。アメリカ合衆国からは後期カンパニアン期または前期マーストリヒチアン期から報告されている。
成長初期段階では、U字型ターン部で繋がった平行に近いシャフト部が密に接する。前傾した成長線を除いてこの段階では殻の表面に肋が見られず滑らかで、成長してシャフト部が徐々に直径を増すにつれて肋やくびれを帯びるようになる。レクトタイプ標本は保存状態の良い成体の個体で、長さは10.7センチメートルに達する。
P. horitai
2013年7月に日本の北海道から記載された新種で、前期マーストリヒチアン期に生息していた。ホロタイプ標本は4つの破片からなり、断片が完全に合致するか定かでなかったため、全ての破片が同一個体に由来するかは不明とされる。S. siphoと比較すると肋が弱く、また間隔が広い。同一個体の破片であった場合には、殻の長さは約16センチメートルになる。

## 産地
インドのポンディシェリ、フランスおよびスペインのビスケー湾、デンマーク、チリ、オランダのマーストリヒト、アメリカ合衆国のカリフォルニア州、日本の北海道から産出している。ポンディシェリではValudavur累層のうち上部マーストリヒチアン階下部にあたるBelemnitella junior帯の一部やAbathomphalus mayaroensis帯の下部にあたる地層から、デンマークではK-Pg境界の直下の地層（最上部マーストリヒチアン階）から報告されている。オランダの化石記録もデンマークのものと同じ最末期マーストリヒチアン期にあたるK-Pg境界から0-5メートル下に位置するBelemnella (Neobelemnella) kazimiroviensis帯の最上部Meerssen部層から得られたものであった。カリフォルニア州の記録は後期カンパニアン階から前期マーストリヒチアン期を示す可能性もあったが、産出層準が明確ではなかった。北海道産の化石は平取町に分布する最下部マーストリヒチアン階（約7200万年前）から得られている。総合すると、北太平洋地域からは前期マーストリヒチアン期ごろ、ヨーロッパや南アメリカをはじめとするその他の地域では後期マーストリヒチアン期ごろの地層から産出する。
このことから、フィロプチコセラスはカンパニアン期あるいは前期マーストリヒチアン期に北太平洋で出現して分布を広げ、後期マーストリヒチアン期には世界各地の海に生息していたことが示唆されている。本属の先祖とされるポリプチコセラスもコニアシアンからカンパニアンにかけて日本を中心に北太平洋域で多産しており、考えられているフィロプチコセラスの進化史と矛盾しない。